# Les Frigos
Les Frigos est un site de création et de production artistique situé, dans le bâtiment principal de l'ancienne gare frigorifique de Paris-Ivry, 19, rue des Frigos, dans le quartier de la Gare du 13e arrondissement de Paris, au sein de l’opération d'aménagement Paris Rive Gauche, entre la Bibliothèque nationale de France et l'université Paris-Diderot.

## Histoire

### Site industriel ferroviaire
Le site est, à l'origine, un entrepôt frigorifique ferroviaire de la Compagnie du chemin de fer de Paris à Orléans (PO), auquel on accède par le 91, quai de la Gare. Le chantier de construction du bâtiment principal débute en 1919 et sa mise en service a lieu en 1921. C'est un élément important de l'approvisionnement du marché des Halles en viande et autre nourriture périssable,. 

Le site du frigorifique en 1923
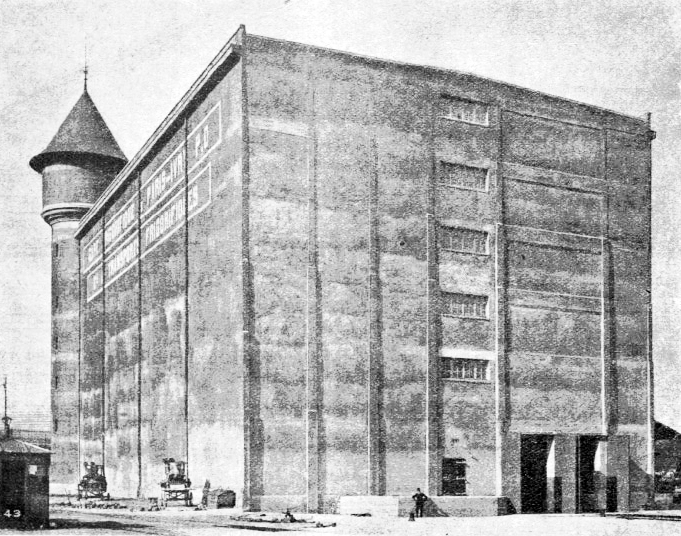
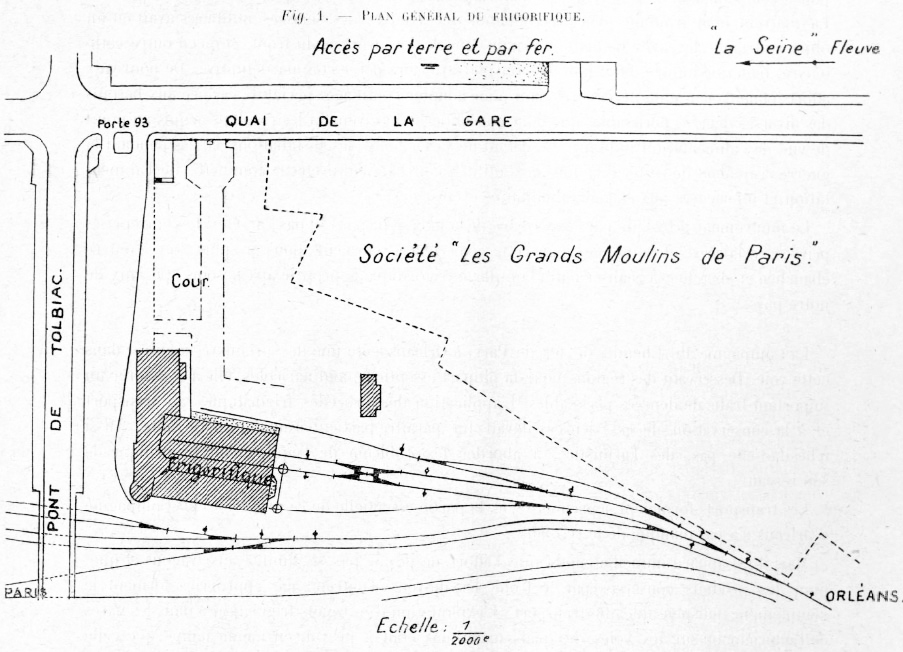

Il est désaffecté en 1971 du fait du déménagement des Halles de Paris vers le marché d'intérêt national de Rungis. Le site devient alors une friche industrielle, propriété de la Société nationale des chemins de fer français (SNCF).

### Lieu «off» de création artistique

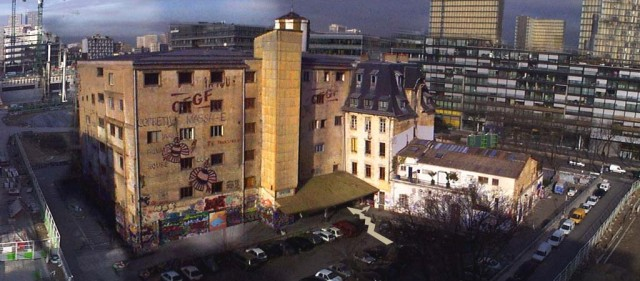
Vue générale du site des Frigos en 2003.

Le bâtiment a ensuite été occupé dans les années 1980 par de nouveaux arrivants, artistes et artisans, attirés par ses volumes et la qualité de son isolation thermique et phonique. 
Les premiers occupants furent des artistes et non artistes mêlés (dont, notamment, Ben, Patrick Lanneau, Jérôme Mesnager, Dominique Fury, Jean-Paul Réti, le Théatre des Farfadets, le studio d'enregistrement WW,). Les occupants successifs ont contracté des conventions d'occupation et payé des loyers avec le propriétaire : la Société nationale des chemins de fer français, puis le Réseau ferré de France, et la Mairie de Paris, qui est devenue propriétaire de plein droit des lieux le 31 décembre 2003. Les étages ont été transformés en ateliers d'artistes, studios de musique, etc. Depuis, malgré les aléas, changements de propriétaires, restructuration du quartier, le lieu est resté une référence parmi les nouveaux « territoires » de l'art contemporain.
Depuis 1994, Les Frigos abrite une locomotive nazie, ramenée en France depuis la Pologne par le peintre Jean-Michel Frouin. Il transforme l'engin en œuvre d’art.
Le bâtiment, d'architecture d'inspiration alsacienne, comporte un château d'eau. Le long de la rue Neuve-Tolbiac, un panneau Histoire de Paris rappelle son histoire.

## Occupants

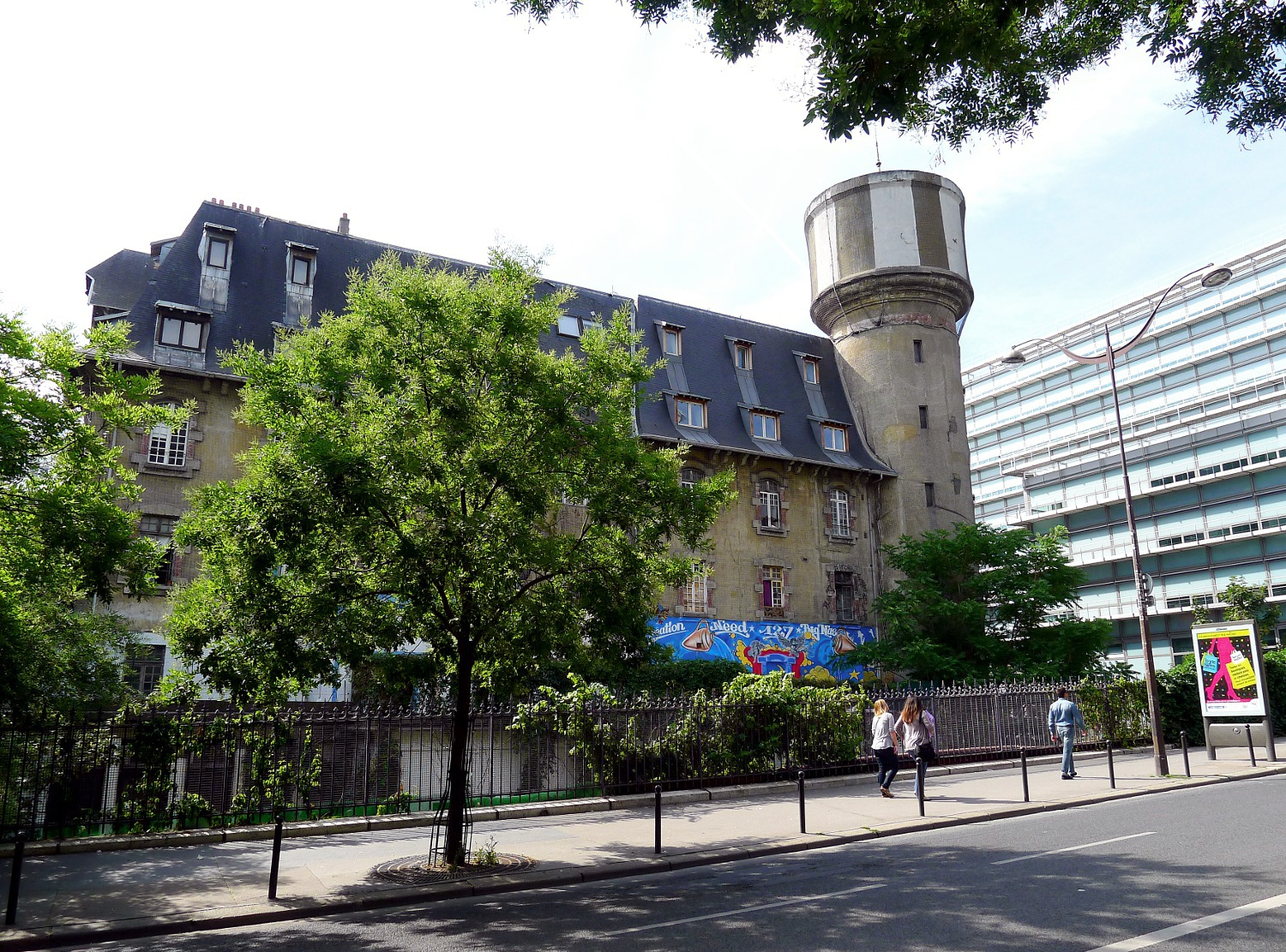
Les Frigos vus de la rue Neuve-Tolbiac (2011).

Plus de cent locataires travaillent sur le site, qui comprend quatre-vingt-dix ateliers. Les loyers pour des locaux aménagés par les locataires vont de 500 à 2 700 euros en 2010 ; ils ont été ensuite doublés entre 2018 et 2023. 
Quinze professions différentes y exercent des activités qui vont de la petite industrie à l'édition, aux métiers d'art, avec des artistes, des micro-sociétés et des associations assurant le fonctionnement de salles de répétition pour les gens de théâtre ou pour des musiciens. C'est le premier lieu en France qui a réalisé, par le plus grand des hasards, un site professionnel à « mixité verticale », réunissant les professions mentionnées.
Le vœu d'une bonne partie des locataires est de voir le positionnement du site, sur le plan juridique, dans les lieux d'« activités de production » inséré officiellement dans le programme d'aménagement de Paris Rive Gauche dans le 13e arrondissement.

## Desserte
Le site est desservi par la gare de la Bibliothèque François-Mitterrand située sur la ligne C du RER, par la station de métro Bibliothèque François-Mitterrand de la ligne 14 du métro de Paris, par les lignes 25, 62, 64, 71, 89, 132 et 325 du réseau de bus RATP  et, la nuit, par les lignes N131 et N133 du réseau de bus Noctilien.